# Shelter (videohra)
Shelter je videohra o přežití vyvinutá společností Might and Delight pro Microsoft Windows a macOS. Hra byla vydána 28. srpna 2013 poté, co byla přijata prostřednictvím služby Steam Greenlight. Ve hře hráči ovládají jezevčí matku, která musí chránit a krmit svá mláďata při cestě z jejich nory do nové. Během cesty jsou ohrožována hrozbami, jako jsou draví ptáci a lesní požáry.
Hra byla pozitivně přijata, získala příznivé reakce na grafiku, zvuk i na emocionální dopad, který vyvolala. Pokud jde o obtížnost a délku, recenzenti se vyjadřovali smíšeně.

## Hratelnost
Ve hře Shelter hráči ovládají jezevčí matku, která doprovází svých pět mláďat z nory do nového domova a musí je chránit před nebezpečím. Během cesty mláďata postupně vyhládnou a potřebují potravu, kterou jim hráč musí zajistit buď chytáním kořisti, jako jsou lišky, nebo hledáním ovoce a zeleniny. Hrozby pro mláďata mají v každé části hry jinou podobu.
V první a druhé části hry se nacházejí oblasti, kde krouží draví ptáci, kteří mohou přiletět a mládě sejmout, pokud je příliš dlouho na otevřeném prostranství. Jedna část hry se odehrává v noci, což hráči umožňuje omezený výhled do okolí. V této části se mláďata občas vyděsí hluku a utečou, což od něj vyžaduje, aby mláďata pronásledoval, dokud se nedostanou do bezpečného dosahu matky. V pozdější části musí hráč projít lesním požárem a udržet mláďata v bezpečí před šířícím se ohněm. V další části musí hráč doprovodit mláďata po rozvodněné řece. Cílem hry je dostat do úkrytu co nejvíce mláďat.

## Vývoj
Společnost Might and Delight zahájila vývoj hry Shelter v lednu 2013 po vydání hry Pid. Hra byla oznámena a zařazena do služby Steam Greenlight v dubnu a v červenci byla přijata. Vydána byla 28. srpna téhož roku. V prosinci 2013 vydala společnost Might and Delight bezplatný přídavek pro hru Shelter, v němž hráč musí jednou denně po dobu jednoho měsíce krmit svá mláďata, aby nezemřela. Hra se stala součástí hry Shelter.

## Pokračování
Dne 9. března 2015 bylo prostřednictvím softwarového klienta Steam vydáno pokračování s názvem Shelter 2. V této hře hráč ovládá březí rysí samici. Hráči vedou rysici při hledání doupěte pro její nadcházející vrh koťat, vychovávají je a učí je přežít v divočině. Na rozdíl od svého předchůdce Shelter 2 umožňuje hráči koťata pojmenovat. Ta, která přežijí, může hráč také ovládat a pokračovat v nich jako další generace.